# 女人如花
《女人如花》（英語：The Locked Door），曾用名《绝恋》、《月光井》，是一部国际合拍艺术爱情片，由黄圣依、杨子领衔主演，2010年1月11日在横店正式开机，2月杀青。2012年3月8日在中国大陆上映。
影片累计票房约156万元。该片荣获第七届摩纳哥国际电影节“最佳影片”大奖。

## 剧情
电影讲述了中华民国初年江南太仓镇的二对情侣间的爱情故事。
颜雯（黄圣依饰）是太仓镇中药店的大小姐，金仁（杨子饰）是太仓镇留学归来的洋博士，两人从小就是青梅竹马，两人没有结婚就经历了性生活，导致毁婚约后的颜雯怀孕并且生下一个儿子小允娄（孙天宇饰）。为了救助被金仁醉醺醺后痛殴的掏粪工狗子（孙祖杨饰），不幸坠入水沟，被太仓镇的好事者李太太、周太太目睹之后，故意渲染其不贞，而金仁狠心悔婚，将颜雯抛弃，金仁和胡丽（王维湘饰）结婚。从此，颜雯的生活一路坎坷和荆棘。

## 主演
- 黄圣依 饰演 颜雯，太仓镇的中药店大小姐，未婚夫是金仁，未婚先孕，遭到金仁抛弃，生下儿子小允娄。
- 杨子 饰演 金仁，太仓镇留学归来的洋博士，未婚妻是颜雯，后来悔婚，和胡丽结婚，儿子是小允娄。
- 孙天宇 饰演 小允娄，颜雯和金仁的儿子。
- 王维湘 饰演 胡丽，金仁的夫人。
- 孙祖杨 饰演 狗子（张天），掏粪工。
- 李曼 饰演徐乔，一代名伶。

## 制作
电影在浙江拍摄，剧中出现了美丽的江南水乡，给人无限的视觉美感。
电影是中国大陆和美国好莱坞制作团队共同打造的，安德鲁·摩根曾经制作过《教父》、《百万宝贝》、《如果爱》等中外经典电影，得到过数届奥斯卡奖；总剪辑师沃尔曼也参与创作过《时光机器》、《康斯坦丁》、《霹雳娇娃》等好莱坞大片。安德鲁·摩根赞美黄圣依“刻画的入木三分，初显国际气质”。
电影被誉为“纯爱片”和“温情片”，在国际妇女节上映，黄圣依说：“影片不仅展现了女性在生活中所经历的成长，其中的江南美景也是非常吸引人的，算是在国际妇女节送给女性朋友的一份礼物吧”。
电影最初名叫《月光井》，后来由于考虑到观众对片名的误解和为了片名的通俗化，改名为《女人如花》。